# John Jairo Lozano
John Jairo Lozano Castaño (Guacarí, 31 luglio 1984) è un ex calciatore colombiano, di ruolo difensore.